# Orobazo
Orobazo († 96 a. C.) fue un embajador del monarca parto Mitrídates II que se puso en contacto con el procónsul romano Lucio Cornelio Sila, en lo que fuese el primer contacto entre partos y latinos. No están claros los resultados de esta reunión, narrada únicamente por Plutarco, pero es generalmente conocido que durante esta, Sila estaba sentado entre el embajador parto y el rey Ariobarzanes I de Capadocia. En este sentido, el Rey parto dio muerte a Orobazo por permitir que un magistrado romano tratase a uno de sus enviados con arrogancia.
Junto a la comitiva diplomática viajó un adivino caldeo que, tras observar el rostro de Sila y su comportamiento, declaró que "necesariamente aquel hombre debía de ser muy grande, y aún se maravillaba cómo podía aguantar el no ser ya el primero de todos".